# Halosydnella fuscamaculata
Halosydnella fuscamaculata är en ringmaskart som först beskrevs av Treadwell 1924.  Halosydnella fuscamaculata ingår i släktet Halosydnella och familjen Polynoidae. Inga underarter finns listade i Catalogue of Life.